# Burgstall Altheim
Der Burgstall Altheim ist eine abgegangene Höhenburg auf dem Höhenrücken „Burgstall“ westlich der Stadt Altheim im Landkreis Biberach in Baden-Württemberg.
Die Burg wurde im 13. Jahrhundert erwähnt und 1525 im Bauernkrieg zerstört. Als Besitzer der Burg werden die Grafen von Wartstein, die Herren von Tanne und die Herren von Essendorf genannt.
Von der nicht mehr genau lokalisierbaren Burganlage auf einem runden, künstlichen, zum Ort hin gelegenen Hügel ist nichts erhalten.